# Бассиньяна
Бассинья́на (итал. Bassignana, пьем. Bassignan-a, местн. Bassgnan-na) — коммуна в Италии, в регионе Пьемонт, в провинции Алессандрия.
Население составляет 1802 человека (2008 г.), плотность населения составляет 64 чел./км². Занимает площадь 28 км². Почтовый индекс — 15042. Телефонный код — 0131.
Покровительницей коммуны считается Пресвятая Богородица, празднование 16 июля.

## История
Бассиньяна, согласно ЭСБЕ, памятна «по происходившему здесь жаркому делу (12 янв. 1799 г.) между русск. отрядом ген.-майора Чубарова (2,5 т.) и атаковавшими его франц. войсками генер. Моро (до 13 т. чел.). При громадной несоразмерности в силах Чубаров, отважно отбиваясь от неприятельских атак, сумел отступить на другой берег р. По, но потерял около половины своего отряда и сам был тяжело ранен.»

## Демография
Динамика населения:

## Администрация коммуны
- Официальный сайт: